# Załamek U

Załamek U na wyidealizowanym schemacie zapisu EKG pojedynczego cyklu pracy serca.

Załamek U – w terminologii medycznej określenie fragmentu zapisu elektrokardiograficznego odpowiadającego prawdopodobnie repolaryzacji przegrody lub powolnej repolaryzacji komór. Jego pochodzenie nie jest do końca wyjaśnione. Jest widoczny w ok. 25% zapisów EKG.

## Prawidłowy załamek U
Załamek U występuje bezpośrednio po załamku T. Jego wychylenie jest zgodne z poprzedzającym go załamkiem T, a amplituda nie powinna przekraczać 2 mm.

## Zmiany załamka U
- Wysokie załamki U[2]:
  - obniżone stężenie potasu w surowicy
  - pheochromocytoma
  - udar mózgu
  - wrodzony zespół długiego QT
- Odwrócone załamki U – występują bardzo rzadko; mogą świadczyć o niedokrwieniu mięśnia sercowego lub o przeciążeniu objętościowym lewej komory[4].